# Paul Erich Küppers
Paul Küppers (* 19. Oktober 1889 in Essen; † 7. Januar 1922 in Hannover) war ein deutscher Kunsthistoriker. Er war Mitbegründer der Kestnergesellschaft und holte die zeitgenössische Kunst nach Hannover.

## Leben
Paul Erich Küppers war der Sohn eines Geometers und Markscheiders, der später ein Bergwerk besaß.
Küppers besuchte die Hermann-Lietz-Schule Haubinda und veröffentlichte von dort 1907 ein erstes Bändchen mit Gedichten. Nachdem das Unternehmen seines Vaters in Konkurs gegangen war, zog er nach Hamm. 1909 begann er an der Ludwig-Maximilians-Universität München ein Studium der Kunstgeschichte, unter anderem bei Heinrich Wölfflin. 1909 wurde er im Corps Isaria aktiv. Dort lernte er 1911 die Isarentochter Sophie Schneider kennen. Er heiratete sie 1916. Zur Fortsetzung seiner Studien ging er an die Eberhard-Karls-Universität, wo er am 1. November 1910 (mit Otto Springorum) im Corps Rhenania Tübingen recipiert wurde. Als Inaktiver wechselte er an die Christian-Albrechts-Universität zu Kiel. An Tuberkulose erkrankt, verbrachte er ein Genesungsjahr im Schwarzwald. Anschließend studierte er am Kunsthistorischen Institut in Florenz die Tafelbilder des Domenico Ghirlandaio. Seit 1913 verlobt, schrieb Küppers in Kiel seine Doktorarbeit über Ghirlandaio.
Von dort aus ging er schließlich nach Hannover, wo er anfänglich im Kestner-Museum dem späteren Museumsleiter Albert Brinckmann im numismatischen Kabinett assistierte. Kurz vor seiner Hochzeit im September 1916, wurde Küppers, mitten im Ersten Weltkrieg, unter dem Vorsitz von Albert Brinckmann am 10. Juni 1916 Mitbegründer der Kestner-Gesellschaft, deren erste Leitung er dann bis 1922 übernahm.
Trotz des Krieges und wirtschaftlich schwieriger Zeiten gelangen Küppers mit Unterstützung des progressiven Teils der hannoverschen Kunstszene eine erfolgreiche Kunstausstellung moderner und zeitgenössischer Kunst, unter anderem etwa zu Künstlern wie Max Slevogt, Paula Modersohn-Becker oder Emil Nolde. Küppers selbst schrieb dazu zahlreiche Katalogtexte und Beiträge in Zeitschriften. Nachdem er 1918 die Schrift Der Kubismus. Ein künstlerisches Formproblem unserer Zeit veröffentlicht hatte, erschien unter Leitung von Küppers 1919 Das Kestnerbuch. Mit Karl Aloys Schenzinger gründete Küppers die Kestner-Bühne.
Paul Erich Küppers war eng befreundet mit Herbert von Garvens, Walter Gieseking und Hanns Krenz, der 1922 die Nachfolge in der Leitung der Kestner-Gesellschaft übernahm. Küppers wurde nur 32 Jahre alt.

## Schriften
- Die Tafelbilder des Domenico Ghirlandaio, Dissertation an der Philosophischen Fakultät der Universität Kiel, mit Tafel als: Zur Kunstgeschichte des Auslandes, Heft 111, Strassburg 1915
- Willy Jaeckel, Berlin. Gemälde, Graphik [Nebst Anhang: Walter Alfred Rosam], zur Ausstellung vom 17. Dezember 1916 bis 17. Jan. 1917, mit einem Vorwort von Paul Erich Küppers, in der Reihe Sonderausstellung / Kestner-Gesellschaft e.V., Heft 3, Hannover: Kestner-Gesellschaft e. V., 1916
- Paula Modersohn-[Becker]. Gemälde, Zeichnungen, Radierungen, zur Ausstellung vom 2. September – 4. Oktober 1917, mit einem Vorwort von Paul Erich Küppers, in der Reihe Sonderausstellung / Kestner-Gesellschaft e.V., Heft 10, Hannover: Kestner-Gesellschaft e. V., 1917
- Paul E. Küppers (Hrsg.): Die Kestner-Gesellschaft E. V. Mitteilungen über Wege und Ziele der Kestner-Gesellschaft, hrsg. im Auftrag des Vorstandes, (Druck: Hannover: Edler & Krische) 1918
- Paul Erich Küppers u. a.: Zur Kunst unserer Zeit. Gedanken anlässlich der Emil Nolde-Ausstellung, in der Reihe Flugschriften der Kestner-Gesellschaft, Schrift 1, Hannover: Kestner-Gesellschaft e. V., 1918
- Franz Heckendorf. Gemälde, Graphik, zur Ausstellung vom 15. Mai – 16. Juni 1918, mit einem Vorwort von Paul Erich Küppers, in der Reihe Sonderausstellung / Kestner-Gesellschaft e.V., Heft 17, Hannover: Kestner-Gesellschaft e. V., 1918
- Ludwig Meidner, César Klein. Gemälde, Graphik, zur Ausstellung vom 28. Juli – 27. August 1918, mit einem Vorwort von Paul Erich Küppers, in der Reihe Sonderausstellung / Kestner-Gesellschaft e.V., Heft 18, Hannover: Kestner-Gesellschaft e. V., 1918
- Max Burchartz: Raskolnikoff. 10 Steinzeichnungen, mit einem Vorwort von P. E. Küppers, in der Reihe Ausgaben der Galerie Alfred Flechtheim, Werk 2 (Mappe Nr. 58), Düsseldorf: Flechtheim, 1919
- Christian Rohlfs. Gemälde, Graphik, zur Ausstellung vom 21. April – 25. Mai 1919, mit einem Vorwort von Paul Erich Küppers, in der Reihe Sonderausstellung / Kestner-Gesellschaft e.V., Heft 24, Hannover: Kestner-Gesellschaft e. V., 1919
- Götz von Seckendorff, Otto Schulze. Gemälde, Graphik, zur Gedächtnis-Ausstellung vom 2. August – 3. September 1919, mit einem Vorwort von Paul Erich Küppers, in der Reihe Sonderausstellung / Kestner-Gesellschaft e.V., Heft 26, Hannover: Kestner-Gesellschaft e. V., 1919
- Paul Klee, Lyonel Feininger. Gemälde, Graphik, zur Ausstellung vom 30. November 1919 – 1. Januar 1920, mit einem Vorwort von Paul Erich Küppers, in der Reihe Sonderausstellung / Kestner-Gesellschaft e.V., Heft 29, Hannover: Kestner-Gesellschaft e. V., 1919
- Paul Erich Küppers (Hrsg.): Das Kestnerbuch, Hannover: Böhme, 1919
- Paul Erich Küppers: Der Kubismus. Ein künstlerisches Formproblem unserer Zeit, Leipzig: Klinkhardt & Biermann, 1920